# Artabotrys speciosus
Artabotrys speciosus Kurz ex Hook.f. & Thomson – gatunek rośliny z rodziny flaszowcowatych (Annonaceae Juss.). Występuje endemicznie na indyjskich wyspach Andamanach i Nikobarach. 

## Morfologia
PokrójZimozielony krzew. Ma pnące pędy, młodsze są owłosione.
LiścieMają kształt od podłużnego do podłużnie lancetowatego. Mierzą 10–20 cm długości oraz 4,5–6,5 cm szerokości. Nasada liścia jest ostrokątna. Wierzchołek jest spiczasty. Ogonek liściowy jest nagi i dorasta do 7–10 mm długości.
KwiatyZebrane w pęczkach. Rozwijają się w kątach pędów. Działki kielicha mają owalny kształt i dorastają do 4–6 mm długości, są owłosione, zrośnięte u podstawy. Płatki mają równowąski kształt i żółtą barwę, osiągają do 25–45 mm długości.

## Biologia i ekologia
Kwitnie od marca do kwietnia.